# True Blue
True Blue és el tercer àlbum d'estudi de la cantant estatunidenca Madonna i consegüent a l'àlbum "Like A Virgin". També va ser un dels quals va vendre més la intèrpret després de "The Immaculate Collection". Va ser publicat el 30 de juny de 1986 per Sire Records. Aquest va ser un dels àlbums que va produir Madonna juntament amb Stephen Bray i Patrick Leonard.
Va posicionar-se primer en alguns tops a més de 28 països, xifra que va donar a l'àlbum una posició al Guinnes World Records, denominant-lo com l'"Àlbum Femení Més Vengut". La RIAA va donar una certificació d'or, platina, i doble-platina a l'àlbum el 8 de setembre de 1986 i va ser nomenat set vegades més "Multi-Platinum". Fins ara actualment, és l'àlbum que més s'ha venut de la cantant, amb més de 23 milions de còpies repartides per tot el món.

## Informació
Aquest àlbum va mostrar el món el canvi de música de Madonna. Un exemple és que totes les cançons del disc foren escrites i co-escrites per la mateixa cantant i algunes produïdes per ella. Va canviar d'imatge de "nena immadura", mostrant una faceta ja una mica més adulta que ens els altres discs. Una frase del disc està dedicada al seu marit d'abans, Sean Penn.
En aquest àlbum, Madonna centra les seves cançons en temes reflexius o que expliquen les seves experiències, però sense abandonar la faceta de nena sexy i provocadora. Com a cançó d'apertura del disc (i després segon senzill), "Papa Don't Preach", un tema controvertit pel missatge ocult de la cançó, parlant sobre una noia que demana al seu pare que no la renyi per haver-se quedat embarassada.
Altres cançons i temes que es convertiren en singles després són importants en l'àlbum com l'exitosa "La isla bonita" o la cançó que dona títol al disc, "True Blue".
La imatge de la portada és una de les més destacades de tots els àlbums de Madonna. En la qual surt amb un pentinat a lo "Marilyn Monroe" i en color blanc i negre amb tons de blau.

## Música
En aquest àlbum, Madonna va baixar de tonalitat més greu en comparació amb els altres. Els instruments variaren en aquest disc incorporant guitarres acústiques, elèctriques, teclats, etc. També s'hi va incorporar algun sintetitzador.
Entorn de la lletra, les lletres reflecteixen amor, com "True Blue" o "Jimmy Jimmy". O el paradís sud-americà en "La isla bonita". Sexualitat en "Open Your Heart", etc.

## Llista de cançons
| 1. | "Papa Don't Preach" !! 4:28             |      |
| 2. | "Open Your Heart"                       | 4:13 |
| 3. | "White Heat"                            | 4:40 |
| 4. | "Live to Tell"                          | 5:52 |
| 5. | "Where's the Party" !! 4:21             |      |
| 6. | "True Blue"                             | 4:18 |
| 7. | "La isla bonita"                        | 4:02 |
| 8. | "Jimmy Jimmy"                           | 3:56 |
| 9. | "Love Makes The World Go Round" !! 4:31 |      |

## Producció
- Madonna - veu, veus d'arrepenjament
- Dave Boroff - saxòfon
- Stephen Bray - tambors, teclat
- Keithen Carter - veus d'arrepenjament
- Paulinho Da Costa - percussió
- Bruce Gaitsch - guitarra, guitarra eléctrica, guitarra rítmica
- Siedah Garrett - veus d'arrepenjament
- Donna de Lory - veus d'arrepenjament
- Dann Huff - guitarra
- Jackie Jackson - veus d'arrepenjament
- Paul Jackson Jr. - guitarra
- Edie Lehmann - veus d'arrepenjament
- Patrick Leonard - tambores, teclado
- Richard Marx - voces de apoyo
- Bill Meyers - cordòfons
- Jonathan Moffett - percusión, tambores, voces de apoyo
- John Putnam - guitarra acústica, guitarra, guitarra eléctrica
- David Williams - guitarra, guitarra rítmica, voces de apoyo
- Fred Zarr - teclat

### Producció
- Productores: Madonna, Patrick Leonard, Stephen Bray
- Ingenieros: Michael Hutchinson, Michael Verdick
- Mezclas: Dan Nebenzal, Michael Verdick
- Asistente de mezclas: Dan Nebenzal
- Programador de tambores: Stephen Bray, Patrick Leonard
- Arreglos de cuerda: Billy Meyers

### Disseny
- Dirección de arte: Jeffrey Kent Ayeroff, Jeri McManus
- Diseño: Jeri McManus
- Fotografía: Herb Ritts